# Селижарово
Селижа́рово — посёлок городского типа в Тверской области России. Административный центр Селижаровского округа.

## География
Посёлок находится на западе центральной части области, в 189 км к западу от Твери.
Селижарово — первый городской населённый пункт на Волге, расположен на обеих берегах реки, при впадении в неё Селижаровки и Песочни. Железнодорожная станция на линии Соблаго — Торжок.
Расстояние от Селижарова по автодорогам: до Осташкова — 48 км, до Твери — 220 км, до Москвы — 320 км.

### Климат
Климат умеренно-континентальный. Среднегодовая температура составляет 5,4 °C. В год выпадает 775 мм осадков. 
| Показатель                  | Янв. | Фев. | Март | Апр. | Май  | Июнь | Июль | Авг. | Сен. | Окт. | Нояб. | Дек. | Год |
| --------------------------- | ---- | ---- | ---- | ---- | ---- | ---- | ---- | ---- | ---- | ---- | ----- | ---- | --- |
| Средняя температура, °C     | −7,3 | −6,9 | −2,3 | 5,4  | 12,1 | 15,8 | 18,7 | 16,9 | 11,6 | 5    | −0,3  | −4,2 | 5,4 |
| Норма осадков, мм           | 52   | 43   | 44   | 43   | 75   | 88   | 98   | 85   | 67   | 70   | 57    | 53   | 775 |
| Источник: Климат Селижарова |      |      |      |      |      |      |      |      |      |      |       |      |     |

## История

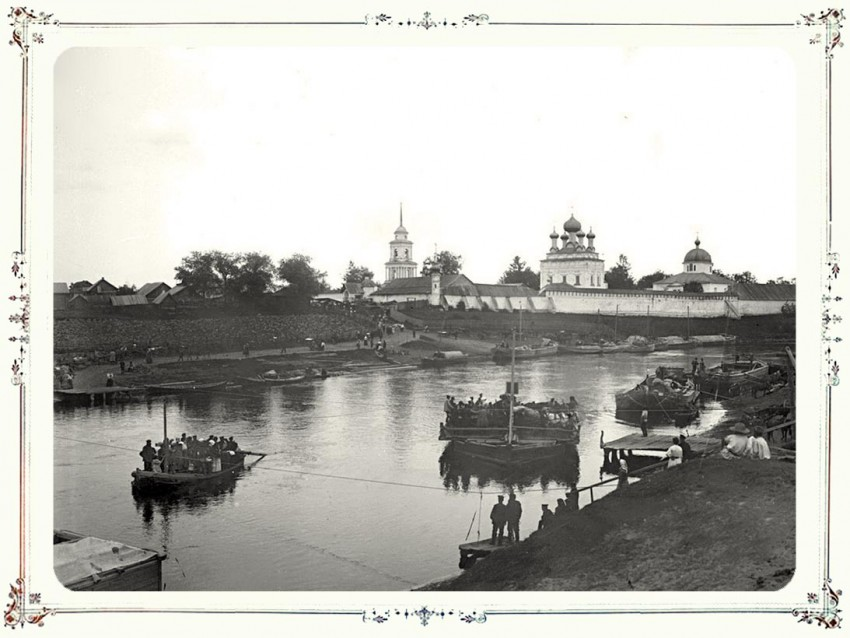
Троицкий монастырь в 1903 году.

Впервые упоминается в 1504 году. До 1764 года во владении Троицкого монастыря.
При Троицком монастыре образовалась крестьянская подмонастырская Селижаровская слобода, в которой устраивались ярмарки. Слобода располагалась на левом берегу Волги и правом берегу Селижаровки, но, очевидно, распространялась и на другой берег Селижаровки, где застройка могла располагаться вдоль дороги на Ржев.

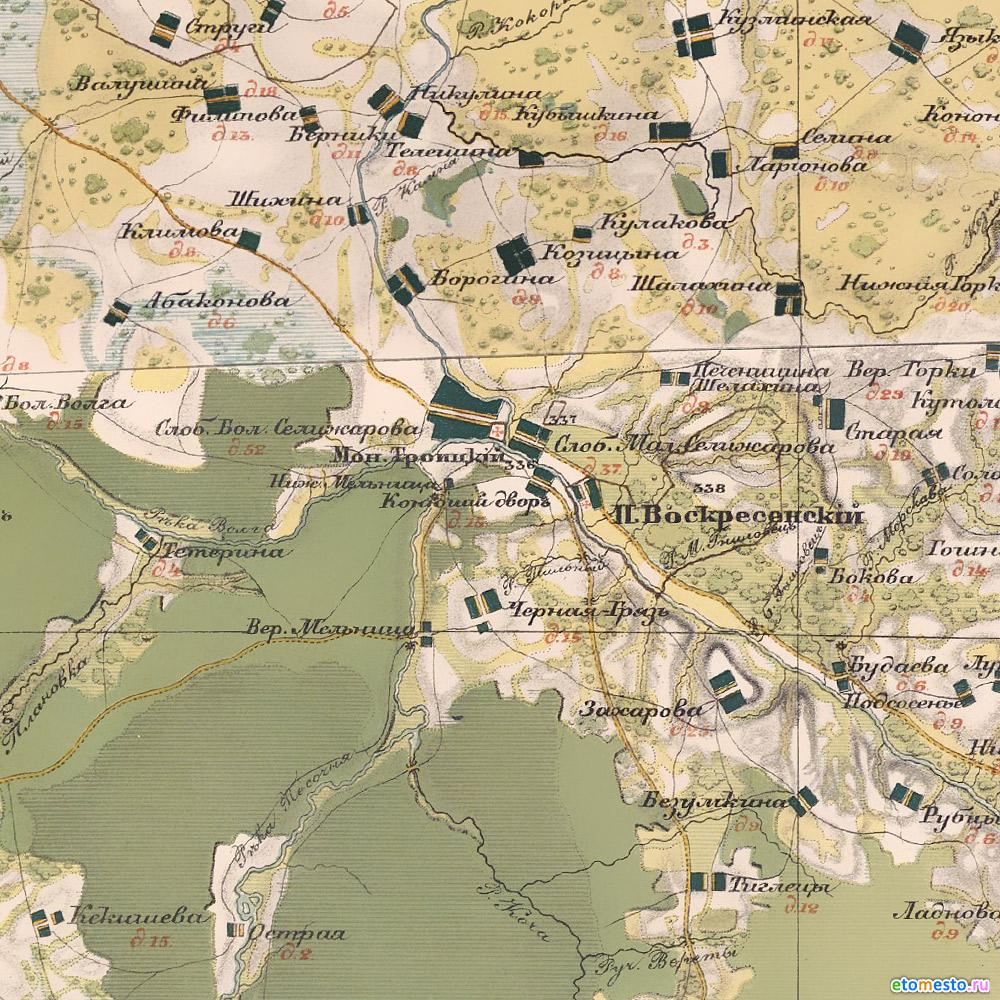
Карта 1843 года. Обозначены Малая Селижаровская и Большая Селижаровская слобода.

В середине XIX века Селижарово — крупное торговое село, центр Селижаровской волости Осташковского уезда Тверской губернии.
В этот период Большая Селижаровская слобода занимала правый берег Селижаровки, Малая Селижаровская слобода — левый.
Указом от 14 мая 1862 года обе слободы были объединены и преобразованы в посад. В 1862 году в посаде проживало 7 купцов, 30 мещан и 452 государственных крестьянина.

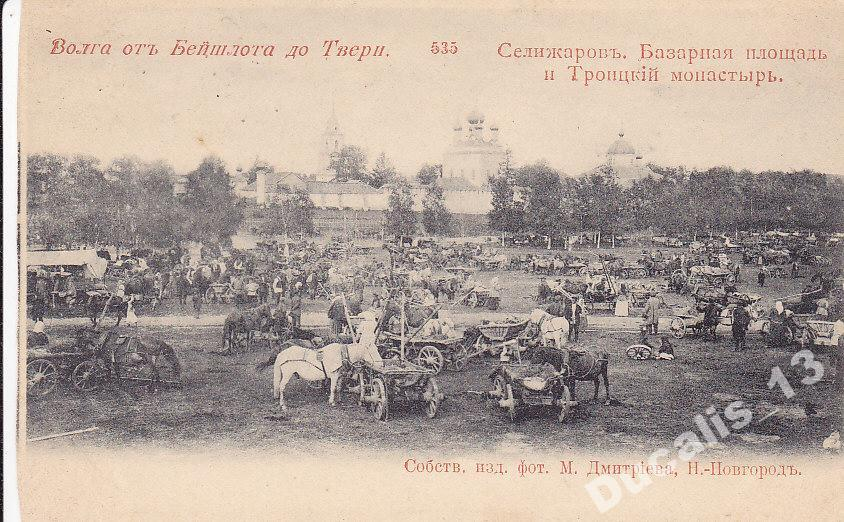
Базарная площадь в Селижарове в конце 19 века.

Посад стал центром транспортировки и перепродажи леса,
развивалась торговля. Во второй половине 19 века в Селижарове имелось 49 лавок, 25 кладовых для товаров, 11 постоялых дворов, кирпичный и свечной заводы, 8 кузниц. Здесь проходили ежемесячные ярмарки и еженедельные базары.
В 1916 году через село прошла железная дорога. В 1908 году в селе были открыты два учебных заведения — одноклассное и городское высшее начальное училища.
С 1929 года Селижарово являлось центром Селижаровского района Ржевского округа Западной области, с 1935 года — в составе Калининской области. Статус посёлка городского типа — с 1937 года.
С 20 октября 1941 года по 15 января 1942 года посёлок был захвачен немецко-фашистскими войсками, почти полностью уничтожившими Селижарово.
С 2005 года в соответствии с Законом Тверской области от 28 февраля 2005 года № 45-зо посёлок являлся центром городского поселения Посёлок Селижарово в составе Селижаровского муниципального района, с 2020 года — центр Селижаровского муниципального округа.

## Население
| 1859  | 1897  | 1913  | 1939  | 1959  | 1970  | 1979  | 1989  |
| ----- | ----- | ----- | ----- | ----- | ----- | ----- | ----- |
| 785   | ↗1352 | ↗1500 | ↗4075 | ↗4527 | ↗6453 | ↗7228 | ↗7668 |
| 2002  | 2006  | 2009  | 2010  | 2012  | 2013  | 2014  | 2015  |
| ↘7330 | ↘7200 | ↘6973 | ↘6725 | ↘6589 | ↘6429 | ↘6259 | ↘6166 |
| 2016  | 2017  | 2018  | 2019  | 2020  | 2021  |       |       |
| ↘6109 | ↘6031 | ↘5914 | ↘5814 | ↘5654 | ↗5931 |       |       |

Национальный состав
По итогам переписи населения 2020 года проживали следующие национальности (национальности менее 0,1 % и другое, см. в сноске к строке «Другие»):
| Национальность | Численность, чел. | Доля     |
| -------------- | ----------------- | -------- |
| Русские        | 5686              | 95,87 %  |
| Украинцы       | 23                | 0,39 %   |
| Азербайджанцы  | 23                | 0,39 %   |
| Таджики        | 20                | 0,34 %   |
| Армяне         | 17                | 0,29 %   |
| Киргизы        | 8                 | 0,13 %   |
| Другие         | 154               | 2,59 %   |
| Итого          | 5931              | 100,00 % |

## Известные люди
- Немчинов, Геннадий Андреевич — русский писатель, родился в Селижарове 31 августа 1935 года.
- Ротмистров, Павел Алексеевич — советский военный деятель, Главный маршал бронетанковых войск (28 апреля1962), Герой Советского Союза (1965), доктор военных наук, профессор.
- Гольдштейн, Ростислав Эрнстович — губернатор Еврейской автономной области. Родился 15 марта 1969 года.
- Алексей Алексеевич Воробьёв — советский и российский физик, специалист в области физики ядра и физики элементарных частиц, член-корреспондент РАН. Родился 20 декабря 1931 года.

## Экономика

### Промышленность
В посёлке работали заводы по производству ёлочных игрушек, стеклозавод, леспромхоз, льнозавод, деревообрабатывающий, консервный и кирпичный заводы, молокозавод, хлебокомбинат. В настоящее время в посёлке сохранилась лишь деревообрабатывающая отрасль, продолжает работу хлебокомбинат и консервный завод, однако экономические проблемы привели к кризису предприятий.
В посёлке развита сеть частных торговых точек разной направленности (продовольствие, автозапчасти, хозтовары, товары для дома и огорода). Каждую пятницу и среду в специально отстроенных корпусах нового торгового центра работает рынок.

### Связь
Услуги фиксированной связи предоставляют: тверской филиал Ростелекома, «Евразия Телеком Ру».
Услуги мобильной телефонной связи предоставляют сотовые операторы: МТС, Билайн, МегаФон и Tele2.
Недалеко от посёлка расположена 350-метровая радиомачта.

## Достопримечательности

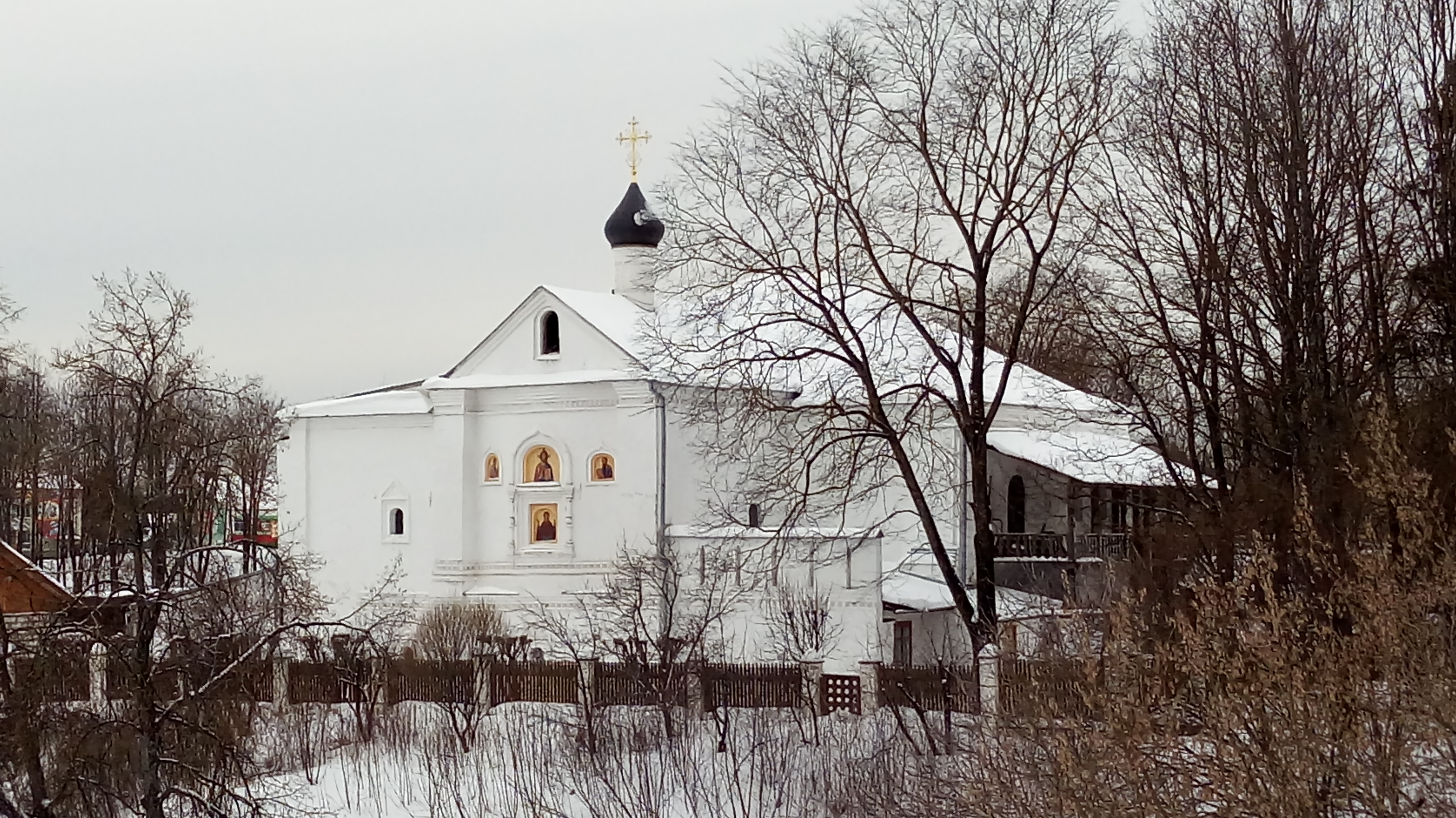
Церковь Петра и Павла

- Церковь Петра и Павла Церковь Петра и Павла (1610 год, вместе с частью стены представляют собой всё, что осталось от Троицкого Селижарова монастыря)

- Церковь Воскресения Христова, стоит на берегу Волги, в стороне от центральной части Селижарова, построена между 1763 и 1854 годами, ныне находится в руинированном состоянии[30]. Ведётся реконструкция, купол и крыша восстановлены. Стены крайне обветшавшие. Однако даже в таком состоянии храм виден как при подъезде к Селижарову, так и с разных точек посёлка. Имеются свидетельства селижаровцев о существовании подземного хода, ведущего от храма на другой берег Волги.
- Стадион — в летнее время на селижаровском стадионе проводятся матчи любительских команд Селижарова с командами Ржева, Старицы и проч., в праздники на стадионе устраиваются фейерверки и концерты. В зимнее время на стадионе заливается бесплатный каток.
- Памятник танку T-34-85. Установлен в 2002 году.
- В Селижарове находятся несколько архитектурных сооружений (19 век), имеются исторические памятники ВОВ[31].

### Культурные учреждения
- Селижаровская районная библиотека. Одна из старейших в Тверской области. Основана в 1884 году[32].
- Краеведческий музей. Основан в 2004 году. Основной фонд составляет более 3000 экспонатов, вспомогательный фонд более 6000 единиц хранения[33].
- Селижаровский Дом культуры[34].

### Транспорт
В Селижарово пересекаются железная дорога Лихославль — Соблаго (есть железнодорожная станция) и автодорога Ржев — Осташков; работает автовокзал. Развита сеть маршрутных такси.

## Галерея

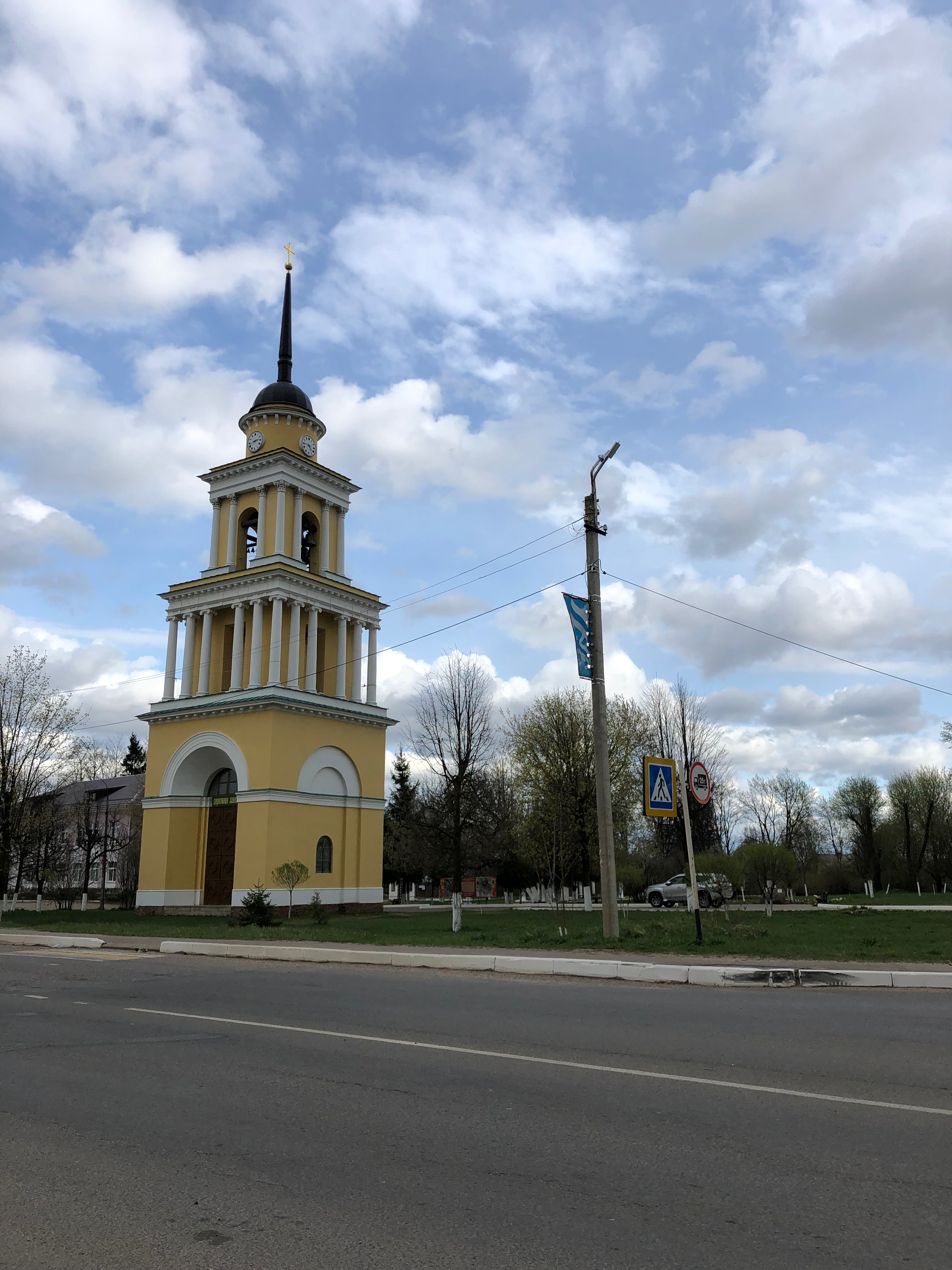
Воссозданная колокольня Троицкого монастыря.
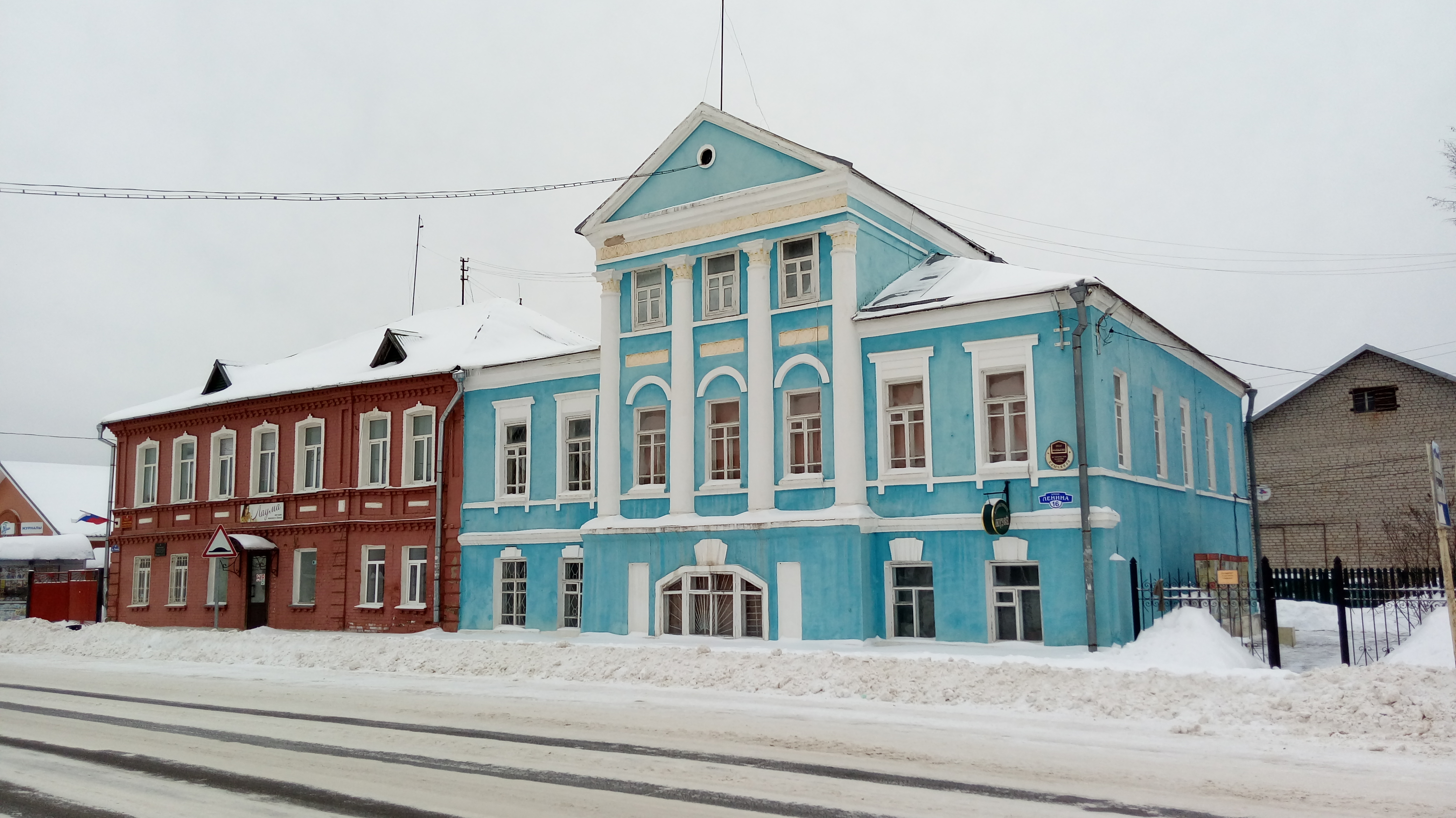
Краеведческий музей, памятник архитектуры.
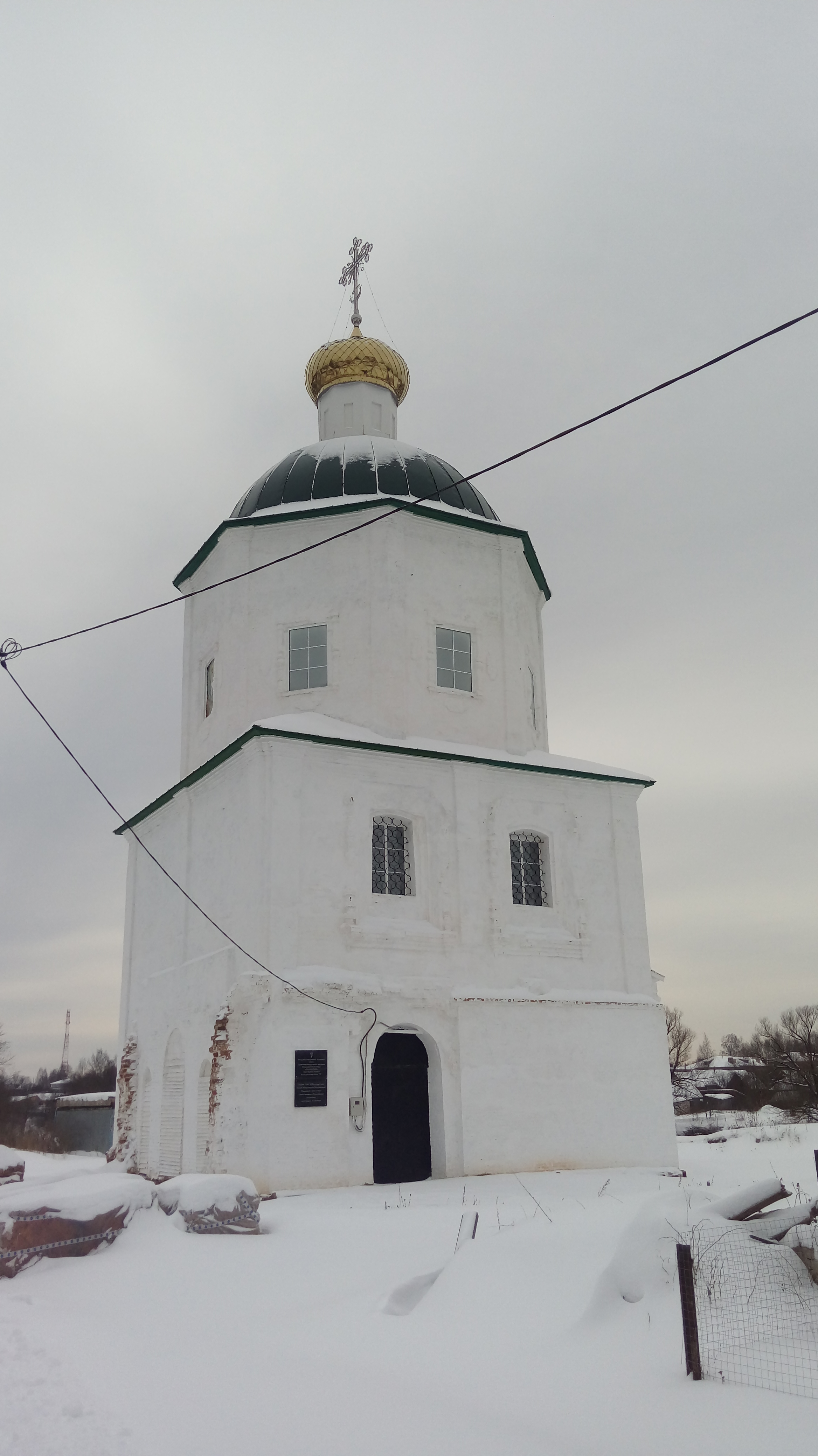
Церковь Воскресения Христова в 2021 году.
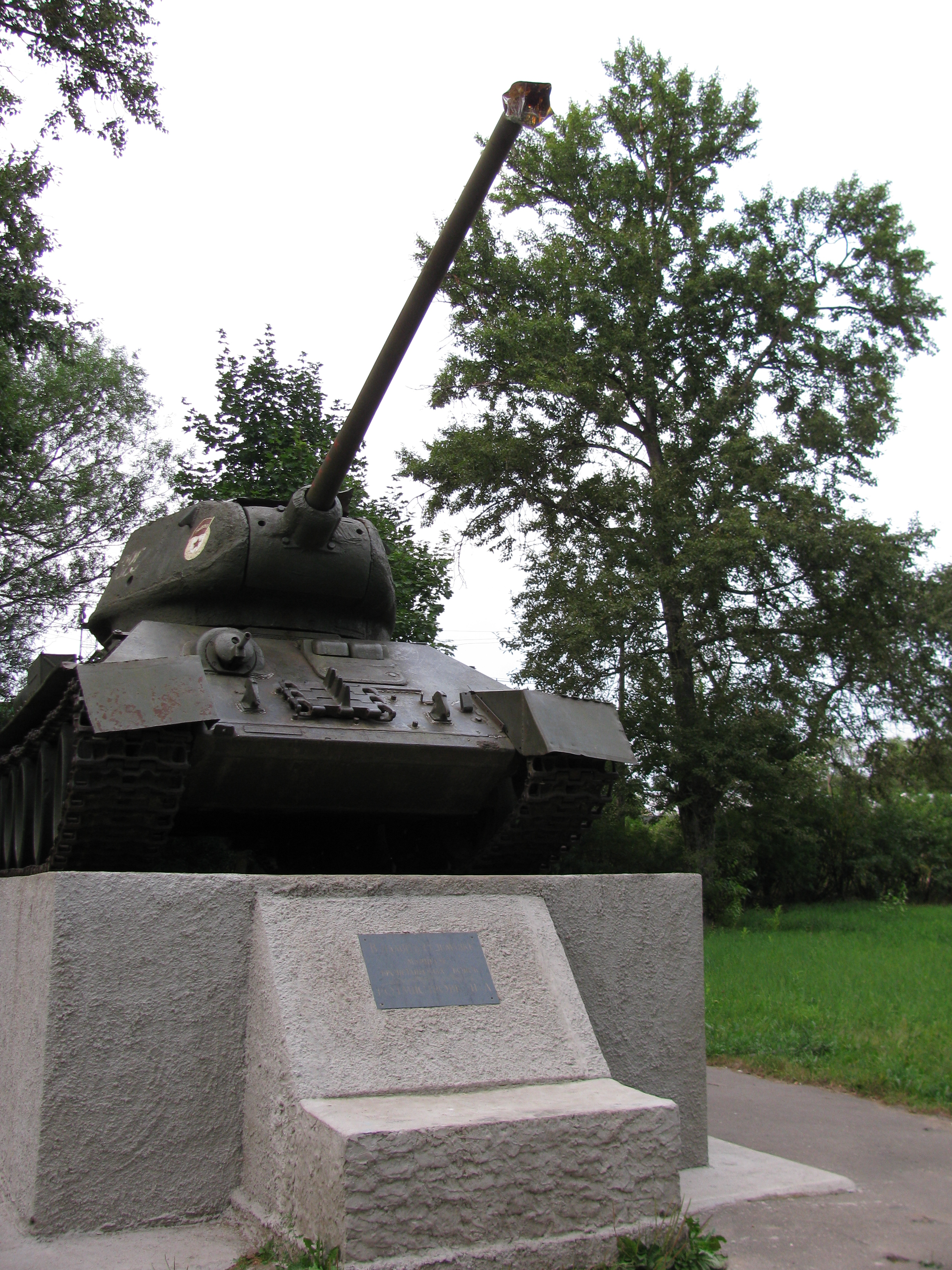
Памятник танку Т-34